# سرین‌پشت
سرین‌پشت (نام علمی: Opisthoproctus) نام یک سرده از تیره چشم‌بشکه‌ای است.

## گونه‌ها
دو گونه در این سرده شناخته شده است:
- آیینه‌دل Zugmayer, ۱۹۱۱ (Mirrorbelly)
- چشم‌بشکه‌ای معمولی Vaillant, ۱۸۸۸ (Barrel-eye)